# Migliori prestazioni italiane nei 110 metri ostacoli

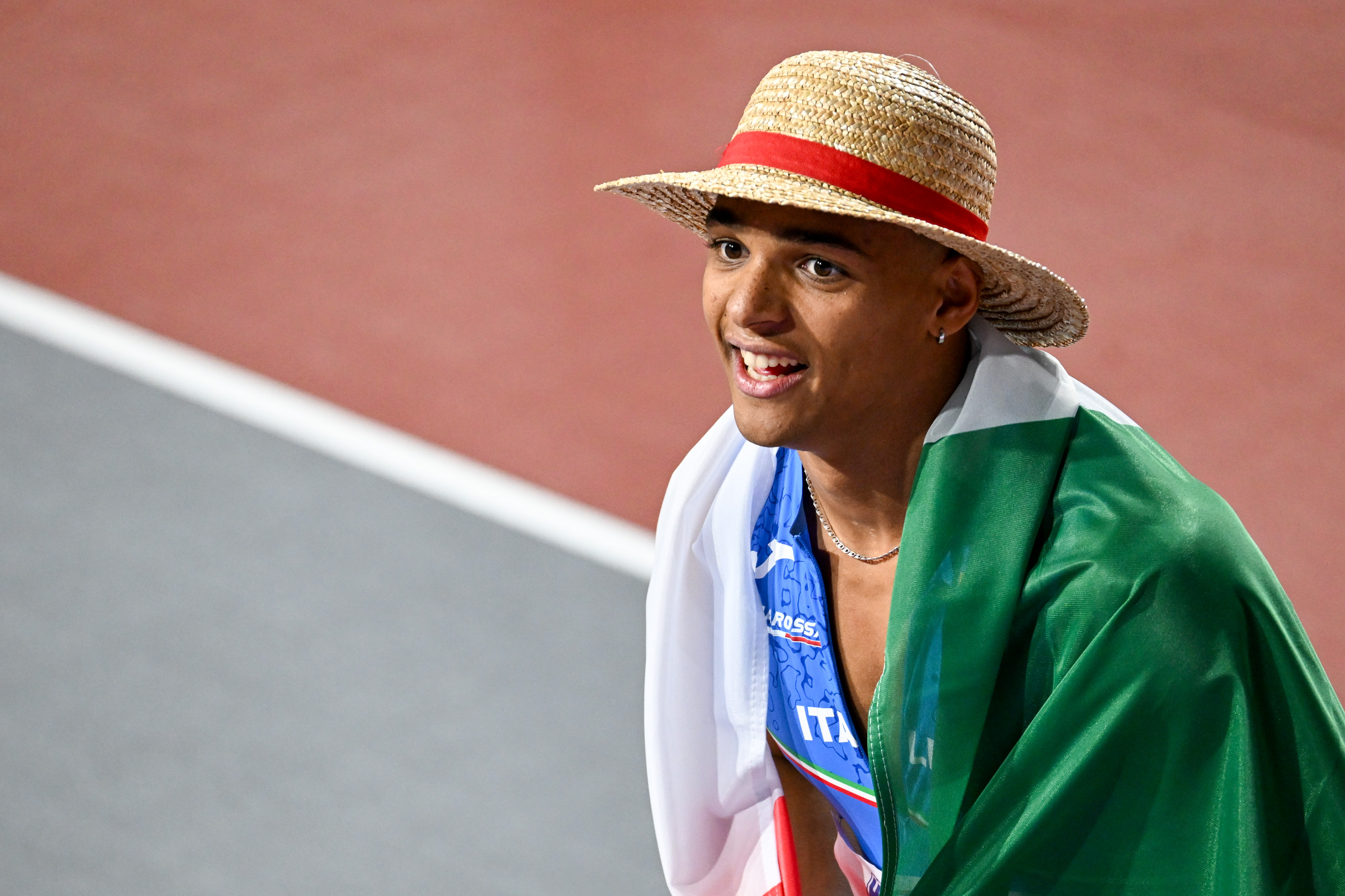
Lorenzo Simonelli, detentore del primato italiano dei 110 hs

La lista delle migliori prestazioni italiane nei 110 metri ostacoli, aggiornata periodicamente dalla Federazione Italiana di Atletica Leggera, raccoglie i migliori risultati di tutti i tempi degli atleti italiani nella specialità dei 110 metri ostacoli.

## Maschili
Statistiche aggiornate al 18 settembre 2024.
|     | Misura           | Atleta            | Luogo             | Data            |
| --- | ---------------- | ----------------- | ----------------- | --------------- |
| 1.  | 13"05 (+0,6 m/s) | Lorenzo Simonelli | Roma              | 8 giugno 2024   |
| 2.  | 13"27 (+1,2 m/s) | Paolo Dal Molin   | Rovereto          | 26 giugno 2021  |
| 3.  | 13"28 (+0,7 m/s) | Emanuele Abate    | Torino            | 8 giugno 2012   |
| 4.  | 13"35 (+0,7 m/s) | Andrea Giaconi    | Annecy            | 23 giugno 2002  |
| 5.  | 13"42 (+1,2 m/s) | Laurent Ottoz     | Berlino           | 30 agosto 1994  |
| 5.  | 13"42 (+1,2 m/s) | Hassane Fofana    | Rovereto          | 26 giugno 2021  |
| 7.  | 13"43 (+0,7 m/s) | Emiliano Pizzoli  | Milano            | 10 giugno 1998  |
| 8.  | 13"46 (+0,0 m/s) | Eddy Ottoz        | Città del Messico | 17 ottobre 1968 |
| 8.  | 13"46 (-0,2 m/s) | Lorenzo Perini    | Napoli            | 12 luglio 2019  |
| 10. | 13"48 (+2,0 m/s) | Mauro Rossi       | Roma              | 23 maggio 1998  |